# Castillo de Bonaguil

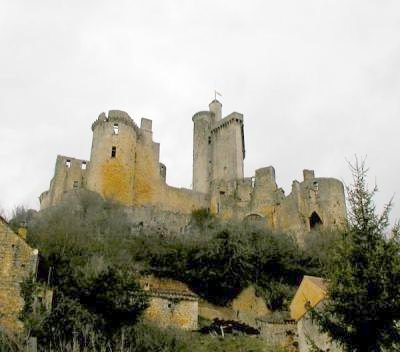
Castillo de Bonaguil.

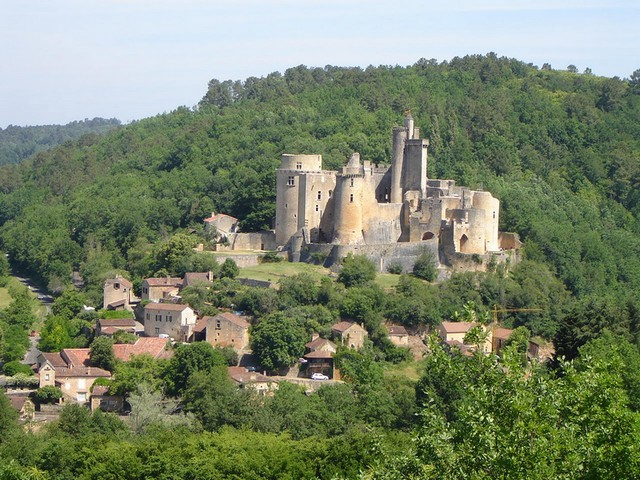

El Château de Bonaguil es un castillo situado en la comuna francesa de Saint-Front-sur-Lémance pero poseído por la comuna vecina de Fumel, ubicada en el departamento de Lot-et-Garonne. Ha sido clasificado como Monument historique (Monumento histórico) desde 1862.
El château de Bonaguil fue el último de los castillos fortificados. Fue construido en el siglo XIII, pero enteramente reestructurado a fines del siglo XV y comienzos del XVI por Bérenger de Roquefeuil, quien le agregó todas las mejoras defensivas de fines de la Edad Media. Es una maravilla de la arquitectura militar que cubre 7500 m² e incorpora los últimos desarrollos en artillería. Nunca ha sido atacado.
El nombre deriva de bonne aiguille (buena aguja) y se refiere al sitio defensivo: una pendiente y una elevación rocosa perfectamente apropiada al emplazamiento de un castillo.